# Канадська берегова охорона
Кана́дська берегова́ охоро́на  (англ. Canadian Coast Guard, CCG, фр. Garde côtière canadienne, GCC) — морська охорона Канади. Заснована у 1962. Їй поставлені задачі морських пошуково-рятувальних операцій, комунікації, вирішення навігаційних і траспортних проблем у канадських водах, таких як навігаційні засоби та криголами, відповідь на забруднення моря та надання підтримки іншим канадським ініціативам уряду. Берегова охорона працює на 119 суднах різних розмірів і 22 гвинтокрилах, а також із багатьма меншими засобами. Штаб-квартира Канадської берегової охорони розташована у столиці країни Оттаві, у провінції Онтаріо, також вона є Спеціальним Оперативним Агентством(спеціальним оперативним органом) у складі Міністерства рибальства та океанів.

## Мета та відповідальність

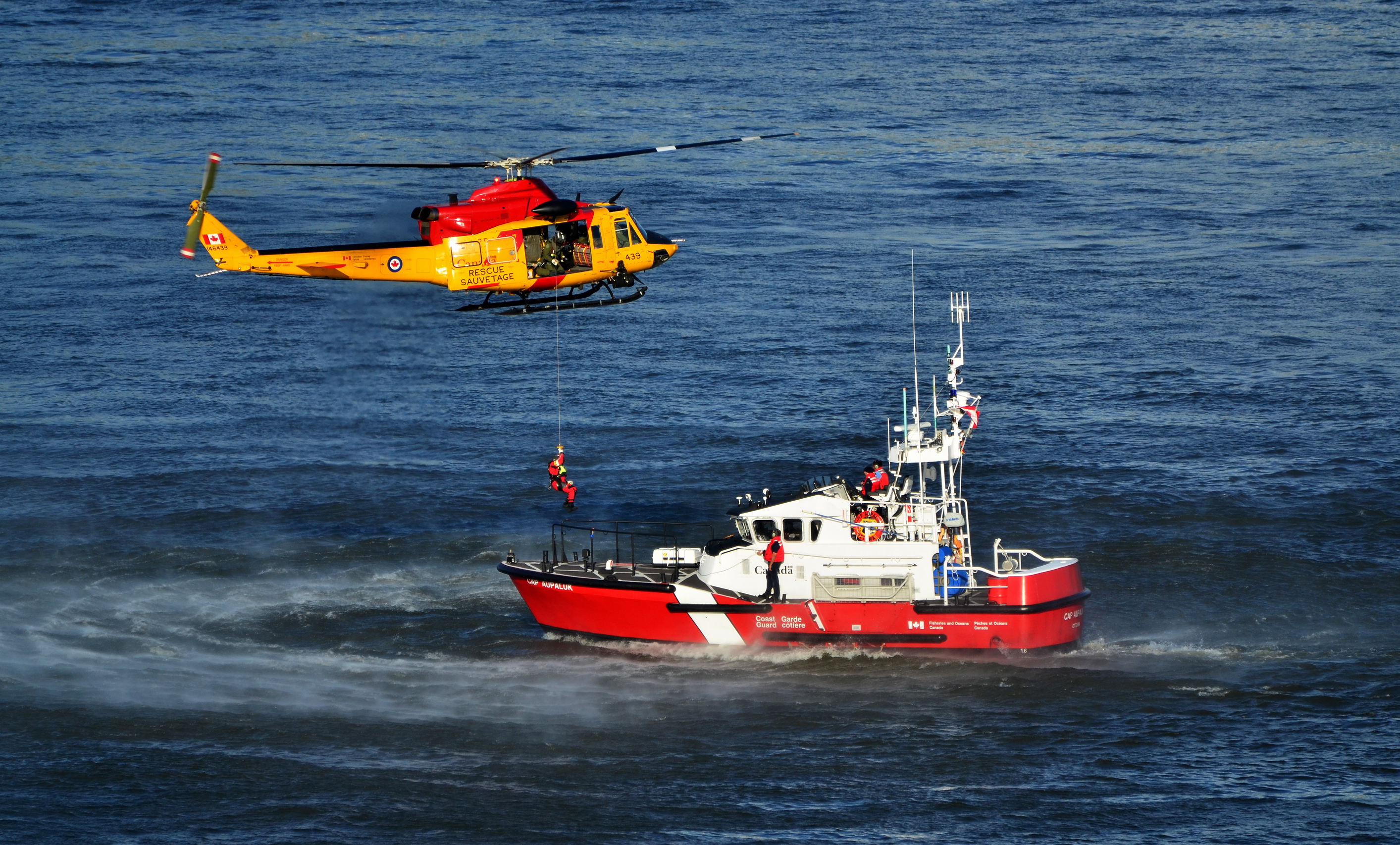
CCGS Cap Aupaluk допомагає Повітряним силам Канади у навчальній вправі

На відміну від озброєної берегової охорони деяких інших держав, CCG є урядовою морською організацією без морських чи правоохоронних обов'язків. Військово-морські операції в морському середовищі Канади є виключно відповідальністю Королівського флоту Канади. Виконання канадських федеральних статутів, пов'язаних з морським сполученням, може здійснюватися представниками закону, які працюють у різних федеральних, провінційних або навіть муніципальних правоохоронних органах.
Хоча персонал CCG не є ні військово-морською, ні правоохоронною силою, він може експлуатувати судна CCG на підтримку морських операцій або може виконувати оперативну роль у наданні морських правоохоронних служб та служб безпеки у федеральних водах Канади, забезпечуючи платформу для персоналу, що служить в одному з правоохоронних органів або декількох на засадах співпраці. Відповідальність CCG охоплює 202 080 кілометрів (109 110 морських миль; 125 570 миль) Канади, найдовшу з усіх країн світу. Його судна та літаки експлуатуються на площі океану та внутрішніх водах, що охоплює приблизно 2,3 мільйона квадратних морських миль (7900 × 106 км2).